# جيش القوقاز الروسي

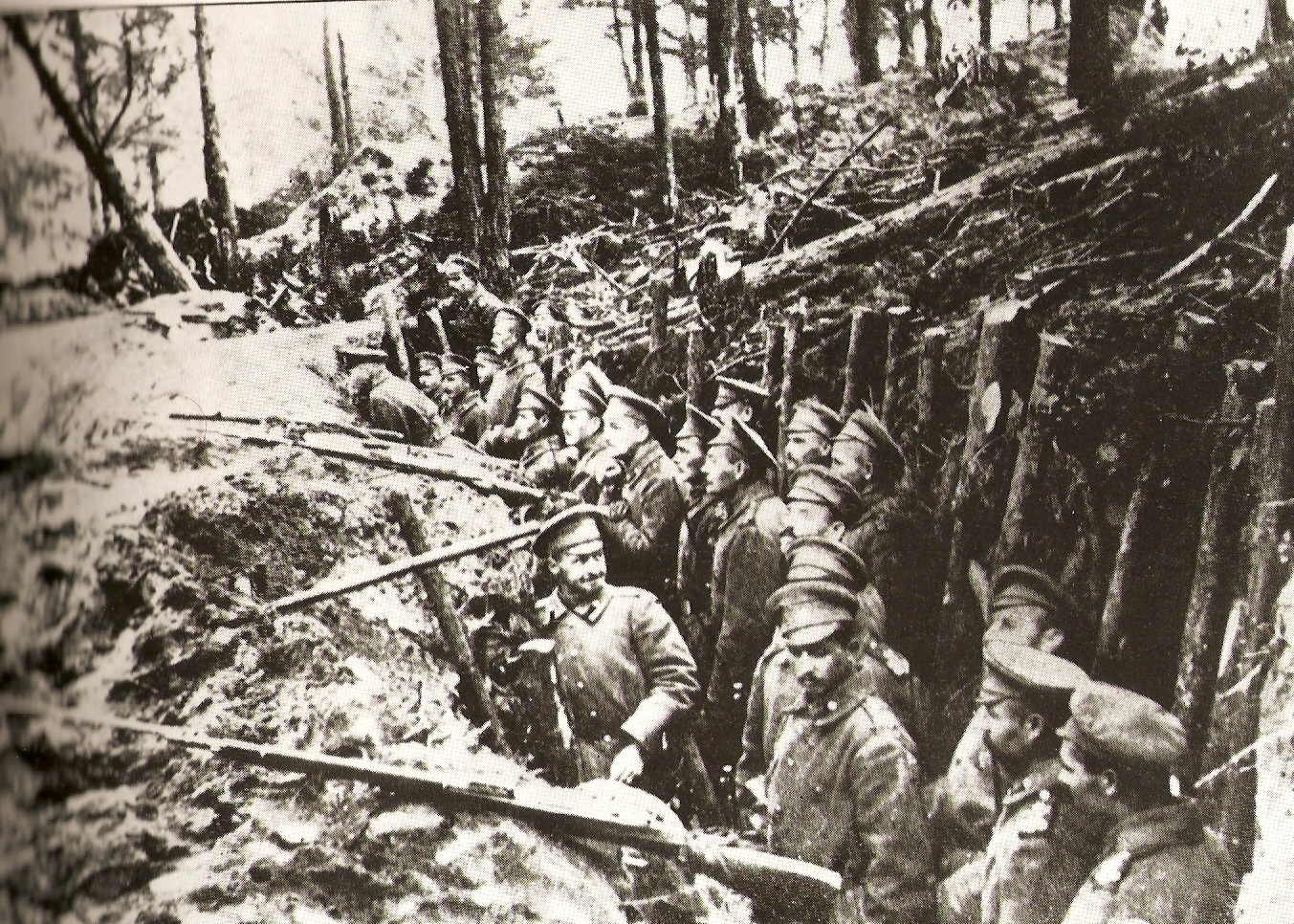
خنادق الجيش الروسي القوقازي في غابات ساريقاميش

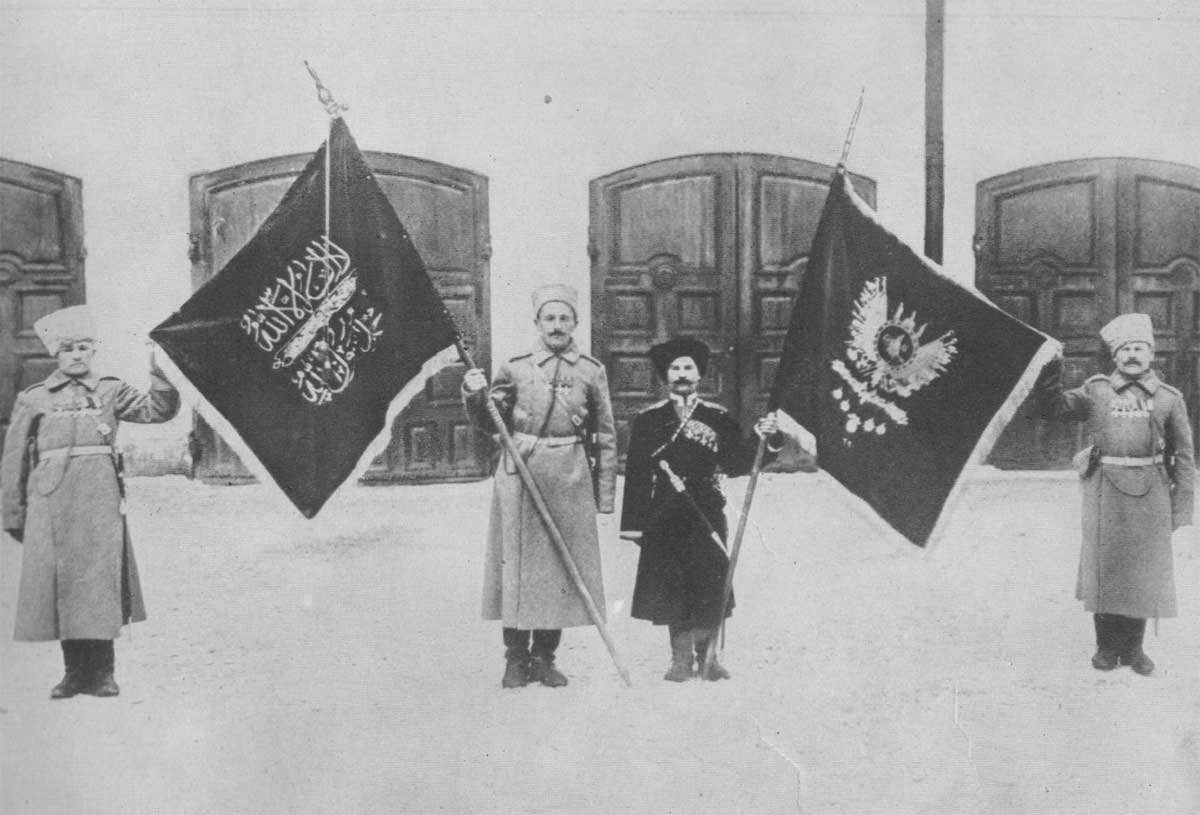
رايات الجيش العثماني المستولى عليها خلال الحرب العالمية الأولى من الجيش الروسي القوقازي

الجيش الروسي القوقازي أحد جيوش الإمبراطورية الروسية في القوقاز في الحرب العالمية الأولى كان الجيش الروسي القوقازي يتألف من 100,000 جندي مشاة و15,000 خيالة و265 مدفع موزعين على 100 كتيبة مشاة و117 سرب فرسان، خاض الجيش معاركة في الجبهة القوقازية ضد الدولة العثمانية لاسيما معركة ساريقاميش.
تشكيل لجيش القوقازي في 1914
- الفيلق القوقازي الأول:
  - فرقة المشاة 20:
    - لواء المشاة 1 (فوج المشاة 77، فوج المشاة 78)
    - لواء المشاة 2 (فوج المشاة 79، فوج المشاة 80)
    - لواء المدفعية 20

  - فرقة المشاة 39:
    - لواء مشاة 1 (فوج مشاة 153، فوج مشاة 154)
    - لواء مشاة 2 (فوج مشاة 155، فوج مشاة 156)
    - لواء المدفعية 39

  - الفرقة قوزاق القوقاز
    - اللواء الأول (فوجان)
    - اللواء الثاني (فوجان)

  - 2 لواء قوقازي
- الفيلق التركستاني الثاني: (مقر القيادة:عشق آباد)
  - اللواء التركستاني 1
  - اللواء التركستاني 3
  - اللواء التركستاني 5